# Karmelitinnenkloster Poitiers-Migné
Das Karmelitinnenkloster Poitiers-Migné ist ein Kloster der Karmelitinnen in Migné-Auxances, Département Vienne, im Erzbistum Poitiers in Frankreich.

## Geschichte
Aus dem 1630 in Poitiers gegründeten Karmelitinnenkloster wurden die Schwestern 1792 durch die Französische Revolution vertrieben. Von den Gebäuden gibt es keine Reste. Es gelang den Karmelitinnen, im Untergrund weiterzuleben. 1802 formten sie wieder eine Gemeinschaft. 1817 besiedelten sie das ehemalige Kloster Saint-Hilaire-de-la-Celle in der Rue Sainte-Catherine. Von dort gründeten sie 1838 den Karmel von Lisieux, 1858 den Karmel von Niort. Von 1957 bis 1960 wechselten sie in das beschaulicher gelegene Schloss (mit eindrucksvollem Donjon) in Migné (Rue du Quéreux Nr. 39, in geringer Entfernung zu Poitiers). Sie nennen sich Carmel de l’Incarnation (Karmel der Menschwerdung Gottes).